# Jihomoravský oblastní přebor 1966/1967
V soubojích 7. ročníku Jihomoravského oblastního přeboru 1966/67 (jedna ze skupin 4. fotbalové ligy) se utkalo 14 týmů každý s každým dvoukolovým systémem podzim–jaro. Tento ročník začal v srpnu 1966 a skončil v červnu 1967.

## Nové týmy v sezoně 1966/67
- Z Divize D 1965/66 sestoupilo do Jihomoravského oblastního přeboru mužstvo TJ Baník Ratíškovice.
- Ze skupin I. A třídy Jihomoravského oblasti 1965/66 postoupila mužstva RH Znojmo „B“ (vítěz skupiny A)[1][2] a TJ Slavoj Malenovice (vítěz skupiny B).[1][3][4]

## Konečná tabulka
Zdroj: 
| Poř. | Tým                        | Z  | V  | R | P  | VG | OG | B  |
| ---- | -------------------------- | -- | -- | - | -- | -- | -- | -- |
| 1.   | TJ Spartak ZJŠ Brno „B“    | 26 | 18 | 6 | 2  | 61 | 17 | 42 |
| 2.   | TJ Baník Ratíškovice (S)   | 26 | 15 | 4 | 7  | 75 | 37 | 34 |
| 3.   | VTJ Dukla Vyškov           | 26 | 14 | 5 | 7  | 59 | 35 | 33 |
| 4.   | TJ Spartak ČKD Blansko     | 26 | 11 | 6 | 9  | 43 | 40 | 28 |
| 5.   | TJ Sokol Dolní Němčí       | 26 | 12 | 4 | 10 | 39 | 36 | 28 |
| 6.   | VTJ Dukla Kroměříž         | 26 | 11 | 5 | 10 | 54 | 40 | 27 |
| 7.   | TJ Slavoj Malenovice (N)   | 26 | 10 | 7 | 9  | 35 | 43 | 27 |
| 8.   | TJ Tatran PKZ Poštorná     | 26 | 11 | 4 | 11 | 54 | 41 | 26 |
| 9.   | TJ Sokol Šlapanice         | 26 | 10 | 5 | 11 | 43 | 47 | 25 |
| 10.  | TJ Spartak Líšeň           | 26 | 8  | 9 | 9  | 37 | 42 | 25 |
| 11.  | Rudá hvězda Znojmo „B“ (N) | 26 | 7  | 7 | 12 | 36 | 46 | 21 |
| 12.  | TJ Spartak Kuřim           | 26 | 6  | 8 | 12 | 26 | 54 | 20 |
| 13.  | TJ Spartak I. brněnská     | 26 | 7  | 3 | 16 | 27 | 70 | 17 |
| 14.  | TJ Spartak Třebíč          | 26 | 4  | 3 | 19 | 27 | 68 | 11 |

Poznámky:
- Z = Odehrané zápasy; V = Vítězství; R = Remízy; P = Prohry; VG = Vstřelené góly; OG = Obdržené góly; B = Body; (S) = Mužstvo sestoupivší z vyšší soutěže; (N) = Mužstvo postoupivší z nižší soutěže (nováček)
- Mužstvo Rudá hvězda Znojmo „B“ sestoupilo z důvodu pádu A-mužstva do téže soutěže.

|  | Postup do Divize D 1967/68                               |
|  | Sestup do skupin I. A třídy Jihomoravské oblasti 1967/68 |